# Max Hubacher

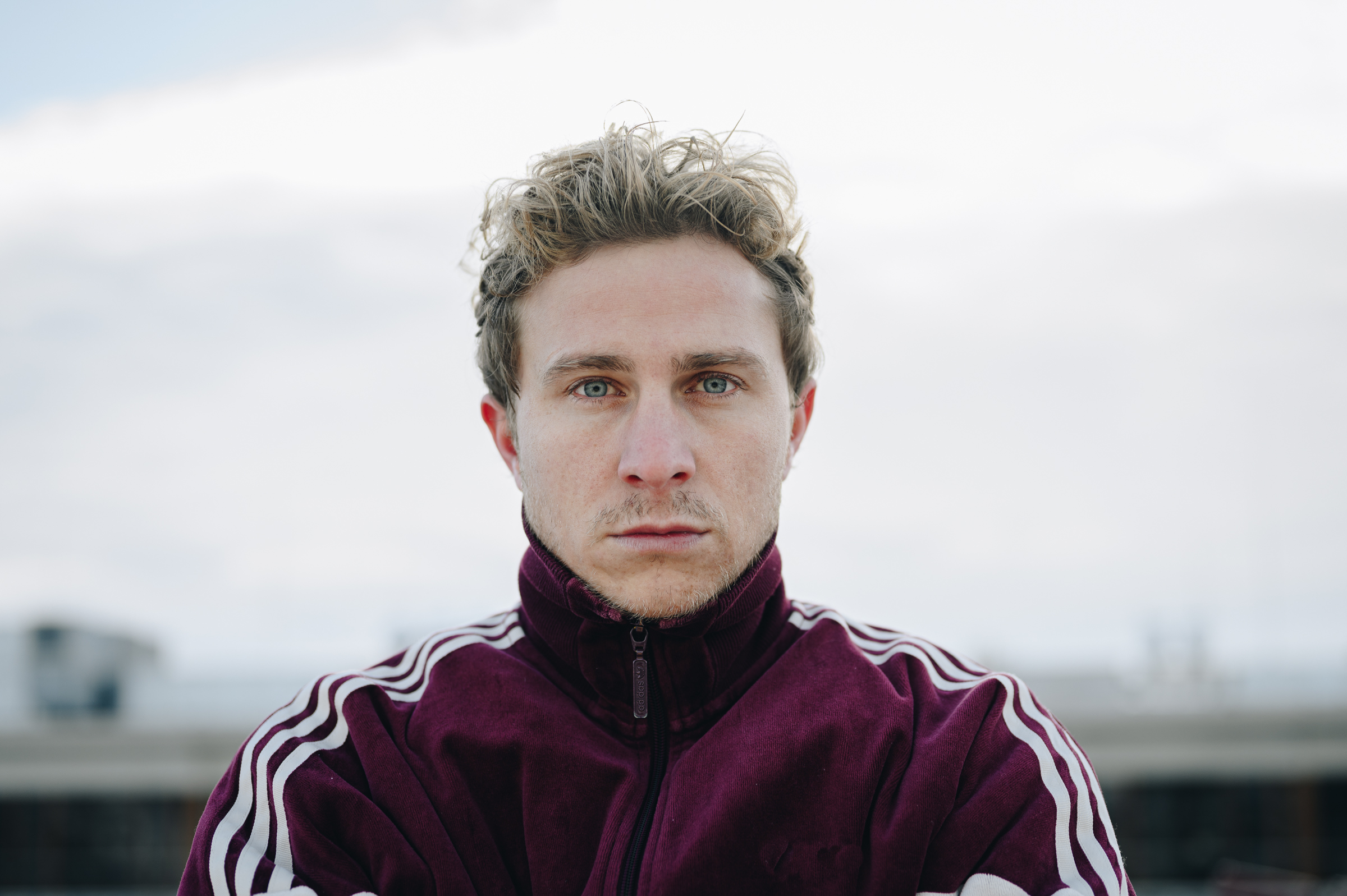
Max Hubacher (2021)

Max Hubacher (* 1. Oktober 1993 in Bern) ist ein Schweizer Schauspieler.

## Leben und Ausbildung
Max Hubacher trat im Alter von sieben Jahren in einem Kindertheater im Berner Stadtteil Breitenrain auf. Mit dreizehn Jahren war er in Robert Walsers Liebestraum im Schauspielhaus Zürich zu sehen. Im Sommer 2012 schloss er die Schule mit der Matura ab. Von 2014 bis 2018 studierte er Schauspiel an der Hochschule für Musik und Theater in Leipzig. Seit 2018 pendelt Hubacher zwischen Bern und Berlin.

## Schauspielkarriere
Sein Debüt als Filmschauspieler gab Hubacher 2010 in Michael Schaerers Filmdrama Stationspiraten, wo er einen krebskranken Jungen spielte. Einem breiteren Publikum wurde er 2011 durch die Titelrolle in dem von Markus Imboden inszenierten Filmdrama Der Verdingbub bekannt. 2013 folgten Auftritte im Schweizer Tatort Schmutziger Donnerstag und eine Nebenrolle in Nachtzug nach Lissabon.
Im Kinofilm Der Hauptmann von 2017 spielte Hubacher die Hauptrolle des Willi Herold. Der Film kam im Juli 2018 auch in die US-Kinos. In Stefan Jägers Monte Verità – Der Rausch der Freiheit, einer schweizerisch-deutsch-österreichischen Grossproduktion (Kinostart im August 2021),  spielt Hubacher den Psychoanalytiker und Freud-Schüler Otto Gross (1877–1920), der in der legendären Künstlerkolonie bei Ascona TI von seiner Kokain- und Morphiumsucht loskommen wollte. Kai Wessel besetzte ihn 2022 in seinem Fernsehdrama Ramstein – Das durchstoßene Herz in der Hauptrolle des jungen Robert Müller, der bei dem Flugtagunglück von Ramstein 1988 seine Familie verliert. Ebenfalls 2022 spielte er eine weitere Hauptrolle als Berliner Karl in dem Liebesfilm Sachertorte, der am Hauptbahnhof sich in eine Österreicherin verliebt, aber ihre Handynummer verliert.

## Filmografie
- 2010: Stationspiraten (Regie: Michael Schaerer)
- 2011: Der Verdingbub (Regie: Markus Imboden)
- 2013: Tatort (Fernsehserie): Schmutziger Donnerstag
- 2013: Nachtzug nach Lissabon (Regie: Bille August)
- 2014: Nocturne (Kurzfilm)
- 2014: Driften (Regie: Karim Patwa)
- 2015: Nichts passiert (Regie: Micha Lewinsky)
- 2016: Großstadtrevier (Fernsehserie, Folge 383 Der Amisch)
- 2017: Lasst die Alten sterben (Regie: Juri Steinhart)
- 2017: Der Hauptmann (Regie: Robert Schwentke)
- 2018: Mario (Regie: Marcel Gisler)
- 2018: Der Läufer (Regie: Hannes Baumgartner)
- 2020: Gott, du kannst ein Arsch sein! (Regie: André Erkau)
- 2020: Frieden (Fernsehserie)
- 2021: Monte Verità – Der Rausch der Freiheit
- 2022: ZERV – Zeit der Abrechnung (Miniserie)
- 2022: War Sailor (Krigsseileren)
- 2022: Sachertorte
- 2022: Wo ist meine Schwester? (Fernsehfilm)
- 2022: Ramstein – Das durchstoßene Herz (Fernsehfilm)
- 2023: Sisi (Fernsehserie)
- 2024: Jakobs Ross
- 2024: Sterben für Beginner (Fernsehfilm)

## Auszeichnungen
- 2012: Schweizer Filmpreis («bester Darsteller») für Der Verdingbub
- 2018: Schweizer Filmpreis («bester Darsteller») für Mario
- 2018: Bayerischer Filmpreis («bester Nachwuchsdarsteller») für Der Hauptmann
- 2023: Romy in der Kategorie Entdeckung männlich